# El diplomático chiflado
The Dippy Diplomat (titulado en español El Diplomático Chiflado) es el decimoquinto cortometraje animado de la serie de cortos animados del Pájaro Loco. El corto fue producido por Walter Lantz Productions y lanzado por Universal Pictures, el 27 de agosto de 1945.

## Argumento
Pablo Morsa está preparando un banquete de barbacoa para un embajador visitante. El olor a filetes cocidos despierta a Loquillo de su siesta, y comienza a quitar la comida de la mesa, primero agarrando mazorcas de maíz a través de un agujero de la cerca y luego comiendo un plato de huevos duros mientras finge buscar una pelota de ping-pong. Sin embargo, cuando intenta salirse con la suya con uno de los filetes, es lanzado fuera del patio. Loquilo se estrella contra un estante de periódicos, lee sobre la visita del embajador y decide hacerse pasar por él.
Vestido con un abrigo, un sombrero de copa y una barba postiza a juego con la foto del embajador, Woody irrumpe en el patio de Pablo y accidentalmente prende fuego a la barba cuando se acerca demasiado a la barbacoa. Loquillo pone la barba en la cara de Pablo y tira hacia abajo su gorro de cocinero. Pablo entra en pánico y comienza a traquetear por el patio como una locomotora de tren, sale humo de su sombrero, y Loquillo carga toda la comida en un vagón cubierto y se lo engancha a Loquillo cuando pasa. Loquillo se atiborra a sí mismo cuando Pablo se mete en un conjunto de vías del tren y avanza hacia el horizonte.